# Al Fursan
«Рыцари» (араб. al-Fursān ﺍﻟﻔﺮﺳﺎﻥ)) — авиационная пилотажная группа ВВС ОАЭ. Летает на учебно-тренировочных самолётах Aermacchi MB-339. Авиагруппа была официально сформирована 2010 году. Пилоты, прежде чем дебютировать перед публикой в Абу-Даби, прошли годовую подготовку, но потребовалось ещё восемь месяцев, чтобы они подготовили полную программу высшего пилотажа и выступили на международной арене.